# رشته‌کوه گوروان سایخان
رشته‌کوه گوروان سایخان (به لاتین: Gurvan Saikhan Mountains) یک رشته‌کوه در مغولستان است که در استان اومنوگاوی واقع شده‌است. رشته‌کوه گوروان سایخان ۲٬۸۲۵ متر بالاتر از سطح دریا واقع شده‌است.